# مدادة (عمارة)

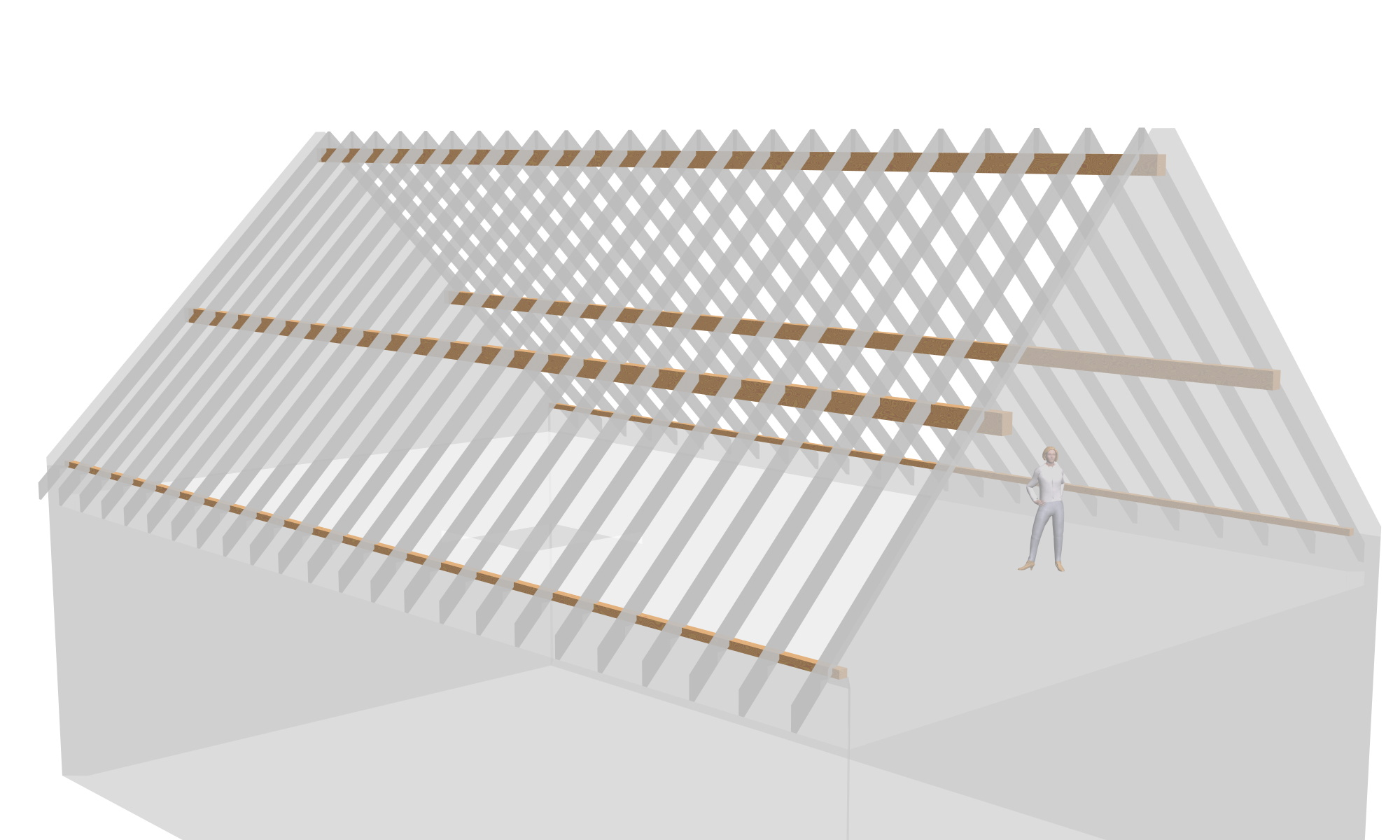
المدادات الخشبية في سطح جملوني خشبي.

المدادة أو الرافدة  في العمارة وهندسة الإنشاءات والبناء (بالإنجليزية: Purlin كان يُطلق عليها تاريخيًا أيضًا Purline أو Purloyne) هي عنصر إنشائي طولي أو عرضي في الأسطح. تضم ثلاثة أنواع رئيسية تُستخدم في إنشاء الهياكل الخشبيّة: لوح المدّادة، المدّادة الرئيسية، والمدّادة المشتركة.
يُصنع لوح المدادة من الخشب ويُطلق عليه «لوح الرواق». وتُعتَبر هذه الألواح الخشبيّة داعم رئيسي وأفقي، وهي عارضة تدعم المسافات المتوسطة بين الركائز للعوارض، وهي مدعومة بدعامات، وتسمح بوجود مسافات أطول مما تقوم به العوارض وحدها، وذلك من خلال دعمها للعوارض.

## وصلات خارجية
- ما هي المدادات المعمارية؟ (بالإنجليزية)